# Viatcheslav Popov
Viatcheslav Alexseïevitch Popov, né le 22 novembre 1946 à Louga, est un officier de marine russe. Amiral, commandant de la Flotte du Nord (1999-2001), il est membre de la Douma régionale de Mourmansk.

## Biographie
Il fut chargé des débuts de l’opération de sauvetage du Koursk avant d’être relevé de ses fonctions pour avoir accepté l’aide Internationale, jugée par le Kremlin comme illicite.